# 塔拉韋拉湖
38°12′S 176°27′E / 38.200°S 176.450°E

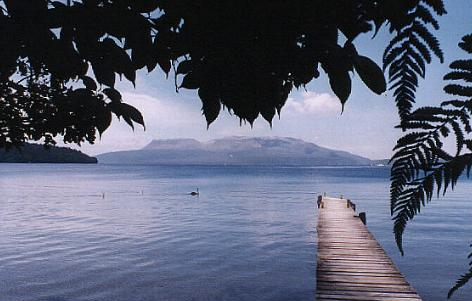

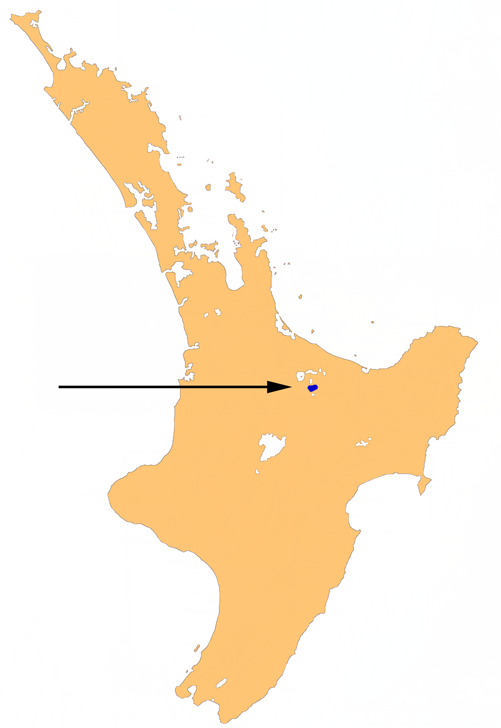

塔拉韋拉湖是新西蘭的湖泊，位於北島東部，距離羅托路亞18公里，長11.4公里、寬9.0公里，面積41平方公里，海拔高度298米，平均水深57米，最大水深87.5米。